# ヴワディスワフ2世ヴィグナニェツ
ヴワディスワフ2世ヴィグナニェツ（ポーランド語：Władysław II Wygnaniec, 1105年 - 1159年5月30日）は、ポーランド大公、シロンスク公（在位：1138年 - 1146年）。ボレスワフ3世とキエフ大公スヴャトポルク2世の娘ズビスラヴァの長男として、クラクフで生まれた。亡命公（Wygnaniec）と呼ばれる。

## 生涯

### シロンスクの統治者
ヴワディスワフは長男であったため、父は彼を進んで国政に参与させた。一部の歴史家はボレスワフ3世が死ぬより前にヴワディスワフにシロンスクを与え、自らの嫡系子孫に世襲の封土を確保することにした。
1125年頃、ヴワディスワフはオーストリア辺境伯レオポルト3世の娘アグネスと結婚した。この縁組によって彼はローマ帝国（中世ドイツ）と深い関係をもつようになった。アグネスはローマ皇帝ハインリヒ4世の孫娘で、ローマ王コンラート3世の異父妹に当たっていたからである。ヴワディスワフのおかげで、シロンスクは1133年から1135年にかけてのボヘミア公国の攻撃を防衛することが出来た。彼はオドラ川を越えて攻め込んできたボヘミア軍を迎え撃ち、シロンスクの主要な地域の破壊を止めさせた。1137年、ニェムチャで開かれたボヘミアの支配者達との会議のさい、議論はあるものの、ヴワディスワフはボヘミア公ソビェスラフ1世の末息子ヴァーツラフ2世の洗礼の代父に選ばれたとされる。

### ポーランド大公に即位
ボレスワフ3世は1138年10月28日に死去した。その遺言状により、ボレスワフ3世は息子達に国土を分割相続させた。長男ヴワディスワフ2世は首位の公（プリンケプス）とされ、国家の最高権威を与えられた。ヴワディスワフ2世にはシロンスクに加え、長子領（マウォポルスカ、ヴィエルコポルスカ東部、クヤヴィ西部からなる）が与えられ、ポモジェ（ポンメルン）の宗主権をも保障された。彼の異母弟ボレスワフ4世とミェシュコ3世は、それぞれマゾフシェ領（マゾフシェとクヤヴィ東部）とヴィエルコポルスカ領（ヴィエルコポルスカ西部）を世襲領地として与えられた。ヴワディスワフ2世はウェンチツァ（継母サロメアに終身の寡婦領として与えられ、彼女の死後に長子領に統合される）をも与えられた。さらに、もう1人の異母弟ヘンリクが成年に達した場合、サンドミェシュを長子領から分割し、終身の領地として与える義務も課せられた。一番下の異母弟カジミェシュ2世には何も与えられなかった。これはカジミェシュがボレスワフ3世の死後に生まれたためだと考えられる。
父が死去した時、ヴワディスワフ2世は既に成人しており、結婚して息子も（少なくとも1人）生まれていた（長男ボレスワフは1127年生まれ、次男ミェシュコは1130年か1146年かのいずれか）。992年のボレスワフ1世、1032年のミェシュコ2世ランベルト、1106年の父の例にならい、ヴワディスワフ2世は大公となってすぐに国土を統一する試みを始めた。彼は豊富な経験と軍事指導者としての才能を持ち、国家統合は最終的には成功を収めるだろうと思われた。

### 年少の公達との最初の衝突
ヴワディスワフ2世と継母サロメア及び彼女の産んだ異母弟達との対立は1141年から本格化した。サロメアが大公の許しを受けず、知らせることもなしに自分の息子達に寡婦領のウェンチツァを分け与えようとしたためだった。これに関して、彼女は息子達に強力な同盟者を見つけるため、末娘アグニェシュカの婿選びを始めた。条件に最も相応しい婿候補は、キエフ大公フセヴォロド2世だった。ウェンチツァで起きていることを知ると、ヴワディスワフ2世はこれに応酬するため、キエフと弟達との協定を全て破棄させたばかりか、フセヴォロド2世の娘ズヴェニスラヴァと自分の長男ボレスワフの縁組を成立させた。2人の結婚式は翌1142年に執り行われた。
ヴワディスワフ2世とキエフ・ルーシとの同盟は、1142年から1143年にかけての弟との領土をめぐる争いで彼を優位に立たせた。ヴワディスワフ2世はルーシ、ボヘミア、ローマ帝国との同盟を背景に、弟達に対して圧倒的な勝利を収めた。

### ヴウォストヴィチ事件と弟達との2度目の戦い

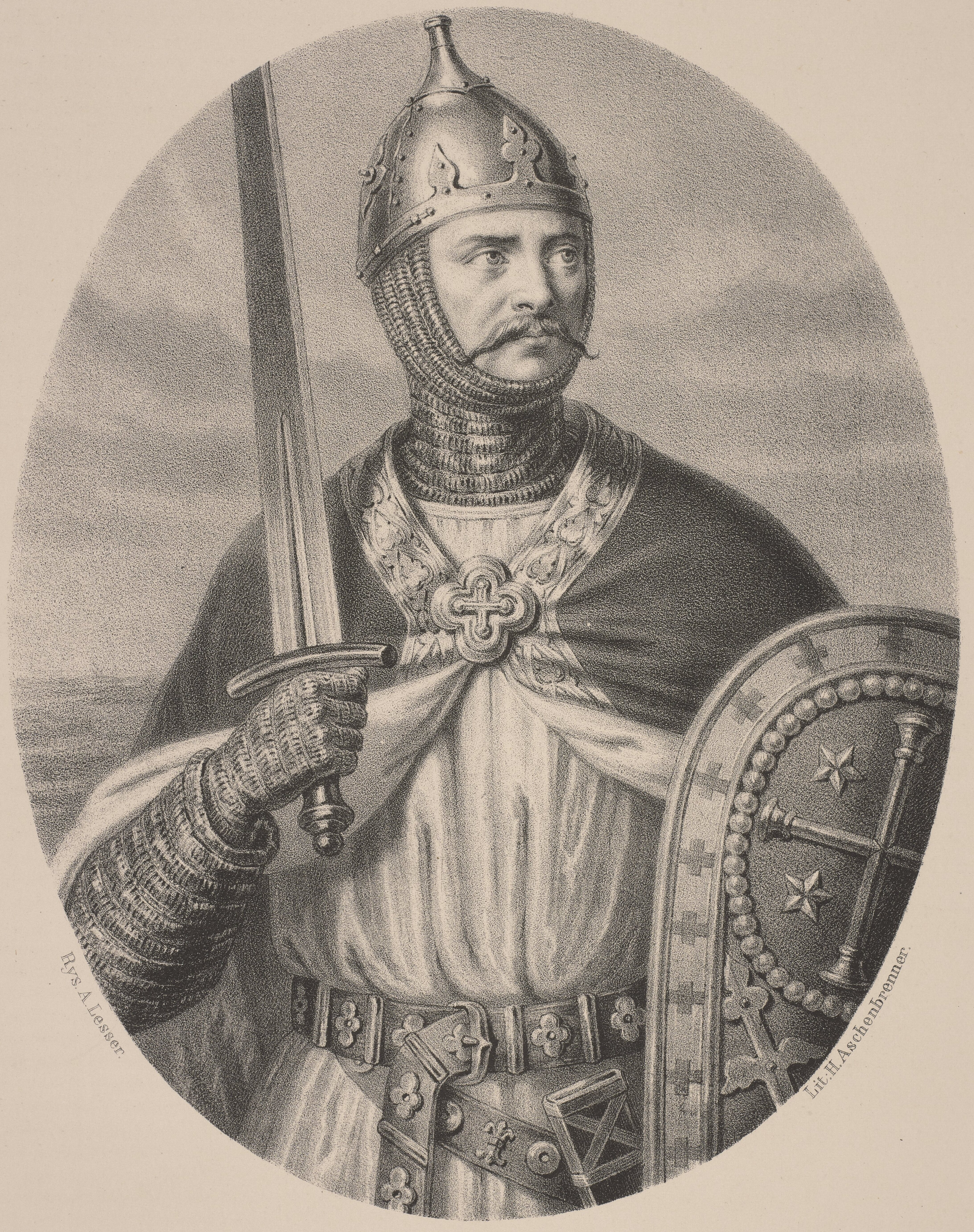
ヴワディスワフ2世亡命公、アレクサンデル・レッセル画

ヴワディスワフ2世の統治期、最も権勢を誇っていたのは宮中伯（ヴォイェヴォダ）ピョトル・ヴウォストヴィチだった。ヴウォストヴィチはボレスワフ3世の忠臣として国内に対する大きな政治的影響力を獲得し、宮廷の要職を押さえていた。宮中伯である彼は、年少の諸公達の領地を含むポーランド全域の地方機関の官職を任命する権利を持っており、このことは国政の命運を決定づける立場の人物にしていた。ヴウォストヴィチの権勢拡大はヴワディスワフ2世との関係を悪化させていき、特に公妃アグネスは彼を裏切り者として嫌っていた。
1144年7月27日、継母サロメアが死去した。父の遺言に従い、彼女の領するウェンチツァは年少の諸公の同意の下、長子領に併合された。ところがヴウォストヴィチは、ウェンチツァを長子領から奪い取るクーデターを計画した（最年少の公ヘンリクの便宜を図ろうとしたからとされる）。この事件が起きると、ヴワディスワフ2世は同盟者キエフ・ルーシに援護を求めた。ヴワディスワフ2世は食糧調達が済まないうちに自分の軍隊をボレスワフ4世とミェシュコ3世の同盟軍と戦わせた。ここでヴワディスワフ2世は予想外の苦戦を強いられたが、それも同盟者であるキエフ軍が到着するまでのことで、最終的な勝利を得たのはヴワディスワフ2世の軍隊だった。すぐに和平が結ばれ、ウェンチツァはヴワディスワフ2世の領する長子領に組み入れられた。但し、協力してくれたキエフ・ルーシにポーランド領内のヴィジニェの城を譲渡する代償も払っている。
一方、ヴワディスワフ2世とピョトル・ヴウォストヴィチとの敵対関係は悪化していくばかりだった。宮中伯の味方に就いた人々は、内戦が起きると一斉に大公に敵対した。こうした状況はヴワディスワフ2世の理想とする専制政治とは全く違っており、この事件の後大公はさらに弟達の完全な排除を望むようになった。
1145年までに2人の関係は修復したかに見えた。大公はヴウォストヴィチの息子の結婚式に出席し、その息子を宮中伯に任じたからである。しかし翌1146年、ヴワディスワフ2世は自らの利益のため、ヴウォストヴィチを失脚させようと図り、自分に仕えるドベクという騎士にヴウォストヴィチを捕えるよう命じた。ドベクはオウビノにあるヴウォストヴィチの宮廷に現れ、自分の手下達を使って宮中伯を逮捕した。アグネス公妃はヴウォストヴィチを殺すよう夫に訴えたが、ヴワディスワフ2世は代わりに宮中伯の目を潰し、口をきけなくしたうえで国外に追放した。
ヴウォストヴィチは貴族達の間できわめて人望があり、友人も多かったため、この事件は多くの有力者を年少の諸公達と同盟させることになった。盲目のヴヴォストヴィチはこれまでヴワディスワフを支持してきたルーシを訪れ、ルーシ人を説得してヴワディスワフ2世との同盟を破棄させた。

### 廃位、ボヘミアへの逃亡
1146年の年明け、ヴワディスワフ2世はついに異母弟達との最後の戦いをはじめた。当初、大公が何の障害もなくマゾフシェを占領し、ボレスワフ4世をポズナンの要塞に撤退させたため、大公が勝利するかと思われた。しかし、ヴワディスワフ2世は結果的には敗北することになった。この原因は、自領の情勢が不安定で、ヴワディスワフ2世の独裁に反対する大規模な反乱を引き起こしてしまったことだったようである。反乱軍は、ヴウォストヴィチ事件に関して大公を破門していたグニェズノ大司教ヤクプ・ゼ・ジュニナの支持を受けたことで、さらに勢いを増し、さらなる反乱の続発を引き起こした。
ポズナンのボレスワフ4世に合流した他の年少諸公の連合軍ばかりか、自分自身の臣下達にも敗れてしまったことは、ヴワディスワフ2世にとってまさに青天の霹靂だった。大公は亡命を余儀なくされ、クラクフ防衛戦に失敗した公妃アグネスと子供達もヴワディスワフ2世に合流した。年少の諸公達が完全な勝利を勝ち取り、ヴワディスワフ2世は隣国の君主達の情けにすがって生きていくしかなくなった。まもなく、ヴワディスワフは妻の妹と結婚していたボヘミア王ヴラディスラフ2世のプラハの宮廷に身を落ちつけた。彼は2度とポーランドの土を踏むことは出来なかった。

### ドイツへの亡命、コンラート3世による遠征の失敗
ボヘミア宮廷で居候として過ごした後、ヴワディスワフ2世は妻の異父兄であるローマ王コンラート3世の庇護を受けた。ヴワディスワフ2世は間もなくドイツに移住し、コンラート3世に忠誠を誓った上で、ポーランド大公位を回復してくれるように頼み込んだ。ポーランドの年少諸公達に対する懲罰遠征は1146年頃に起きたが、オドラ川の氾濫のせいでコンラート3世が派遣したブランデンブルク辺境伯アルブレヒト1世とマイセン辺境伯コンラート1世の軍隊は遠征に失敗した。
ヴワディスワフ2世は復権の望みを捨てなかったが、コンラート3世の第2回十字軍遠征が始まったため、復権の実現は先延ばしになった。この時期、ヴワディスワフ2世はザクセンのアルテンブルクを一時的な所領として与えられていた。ドイツの支援を待つことなく、妃アグネスと共にローマに赴いて教皇に支援を要請したが、失敗に終わった。

### 最期
1152年、コンラート3世が死ぬと、ローマ王位は甥のフリードリヒ1世に引き継がれた。新国王の即位はヴワディスワフ2世に復権の希望を抱かせた。ヴワディスワフと叔母アグネスの願いを聞きいれ、フリードリヒ1世は1157年にポーランド遠征を行った。この遠征は成功したが、フリードリヒ1世はヴワディスワフ2世を復位させることはなかった。ボレスワフ4世が皇帝の封臣となることを誓い、貢納金を支払うと約束したためである。但し、フリードリヒ1世は代償としてボレスワフ4世に対し、ヴワディスワフ2世の息子達にシロンスクを返還することを求めた。これにより、ポーランドの首位権を回復するというヴワディスワフ2世の望みは絶たれ、2年後の1159年、亡命先のアルテンブルクで没した。
1163年になって、ボレスワフ4世はようやくヴワディスワフ2世の息子達にシロンスクを返還した。やがてシロンスク公国は彼の多くの子孫達によって17に分裂した小規模な公国群になってしまい、さらにドイツの影響下に置かれるようになった。彼の男系子孫は1675年、レグニツァ公イェジ4世ヴィルヘルムの死によって断絶した。

## 子女

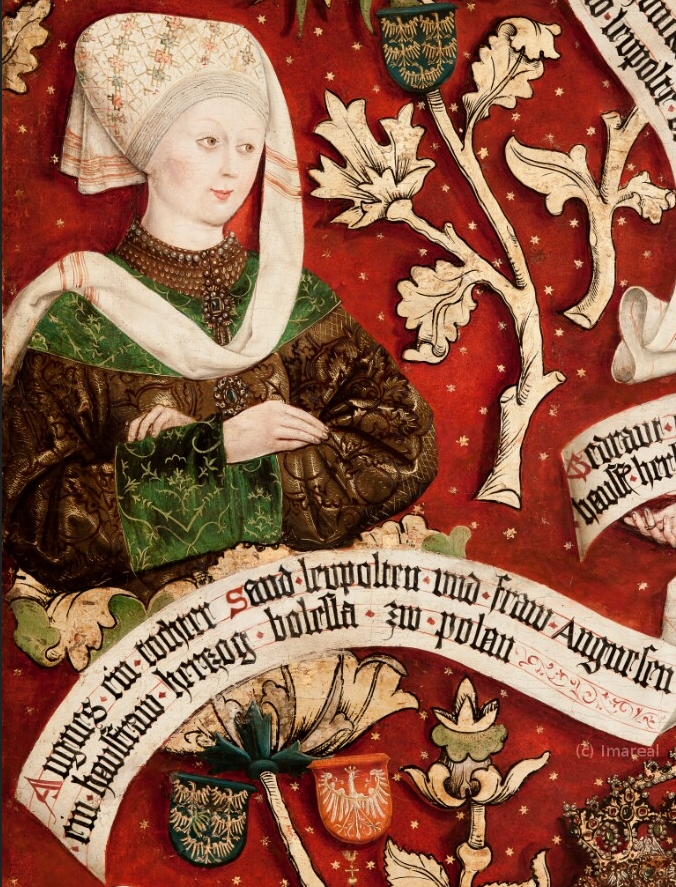
妃アグネス・フォン・バーベンベルク

1125年、オーストリア辺境伯レオポルト3世の娘アグネスと結婚し、5人の子女をもうけた。
- ボレスワフ1世（1127年 - 1201年）
- ミェシュコ1世（1130年頃 - 1211年）
- リクサ（1140年 - 1185年） - 1152年にガリシア、カスティーリャ、レオンの王アルフォンソ7世と結婚、1162年にプロヴァンス伯レーモン・ベランジェ2世と再婚、1167年にエーファーシュタイン伯アルブレヒト3世（アルベルト3世）と3度目の結婚
- コンラト（1146年/1157年 - 1190年）
- アルベルト（? - 1168年頃）